# 烏鴉翼龍屬
烏鴉翼龍屬（屬名：Gwawinapterus）是中生代辐鳍鱼的一屬，生存於白堊紀晚期的北美洲西部海道。最初被認為屬於翼龍目的帆翼龍科，2012年研究顯示牠們是不屬於翼龍類，而是屬於乞丐魚目蜥齒魚科的輻鰭魚類。

## 發現與命名
在2005年5月，業餘古生物學家Sharon Hubbard發現一個表面有骨頭、牙齒外露的石塊，發現地點在加拿大卑詩省鴻比島的一處海岸。當地溫哥華島古生物學博物館的工作人員Graham Beard，也參與這個挖掘活動，並將這個化石帶到博物館保存、儲藏。亞伯達大學的古生物學家菲力·柯爾（Philip J. Currie）與維多利亞·阿爾布爾（Victoria M. Arbour）聽到消息後，前來研究這個化石，他們初步鑑定後的結果，發現這個化石是個翼龍類。
在2011年，菲力·柯爾、阿爾布爾將這個化石正式敘述、命名，模式種是皮氏烏鴉翼龍（G. beardi）。屬名意為「Gwawina的翼」，在當地原住民夸夸嘉夸族的語言裡，「Gwawina」意為烏鴉，因為這個化石的頭顱骨類似當地原住民的烏鴉面具；種名則是以參與挖掘、保存化石的Graham Beard為名。
這個石塊被分成兩個部分，以方便儲藏、研究，被分別編號為VIPM 1513a、VIPM 1513b，都被選定為正模標本。化石可能來自於諾森比亞組（Northumberland Formation）的海相沉積層，地質年代約7000萬年前，相當於坎潘階晚期。
這個方解石石塊長約20公分，保存了該個體的口鼻部。在發現當時，被認為是在加拿大發現的第一個翼龍類頭顱骨化石。石塊表面可見口鼻部、牙齒等部分。部分齒冠被侵蝕而消失，但仍可發現斷裂的齒根、預被替換的牙齒、齒槽等部分。

## 體徵
烏鴉翼龍目前只有一個化石，只有頭顱骨的前半段。口鼻部的前端尖，上下距離高，高度約9.5公分。口鼻部上端與頭顱骨洞孔之間，距離6.5公分；頭顱骨洞孔與上頜下緣之間，距離則約2.1公分。前上頜骨與上頜骨之間癒合，因此上頜可能沒有縫隙。根據被保存成化石的部分，上頜每邊有至少26顆牙齒，其中有11或12顆牙齒是位於頭顱骨洞孔的正下方。上頜的最前段沒有被保存下來，因此無法得知上頜前端的牙齒狀態。牙齒之間緊密地排列。牙齒的齒冠小而平坦、略成三角形，高度約4公厘，寬度約2.75公厘。牙齒邊緣較鈍，沒有鋸齒狀邊緣。牙齒的形狀筆直，前後緣沒有彎曲。牙齒只有單一齒根，齒根長而狹窄，長度約10到12公厘。整體而言，牙齒的長度約14公厘。
在菲力·柯爾等人的命名研究裡，列出烏鴉翼龍的兩個自衍徵：上頜有超過25顆牙齒、齒根長度是齒冠長度的兩倍以上。

## 分類
菲力·柯爾等人根據比較解剖學，將烏鴉翼龍歸類於帆翼龍科。他們參考中國帆翼龍的頭顱骨，提出烏鴉翼龍的翼展估計值約3公尺。菲力·柯爾等人並提出，烏鴉翼龍是已知生存時期最晚的帆翼龍科，比其他帆翼龍科還晚4000萬年；另外，烏鴉翼龍也是白堊紀晚期的唯一有牙齒的翼龍類。他們認為，這代表白堊紀翼龍類的多樣性並不是過去理論所認為的低多樣性。
在2012年的一個帆翼龍科頭顱骨研究，則質疑這個加拿大標本是否是翼龍類。英國古生物學家麥克·維頓（Mark Witton）研究這個頭顱骨的牙齒替換率，發現烏鴉翼龍的牙齒替換模式相當特殊，舊牙齒下方是預備替換的新牙齒，而其他翼龍類並沒有這種現像。這顯示烏鴉翼龍可能是不屬於翼龍類的其他脊椎动物，而帆翼龍科的生存時代仍僅限於白堊紀早期。